# لیک دان پدرو (کالیفرنیا)
لیک دان پدرو (به انگلیسی: Lake Don Pedro) یک منطقهٔ مسکونی در ایالات متحده آمریکا است که در شهرستان ماریپوزا، کالیفرنیا واقع شده‌است. لیک دان پدرو ۳۲٫۵۵۶ کیلومتر مربع مساحت و ۱٬۰۷۷ نفر جمعیت دارد و ۳۴۱٫۹۹ متر بالاتر از سطح دریا واقع شده‌است.